# Ballochia
- Commons
- Wikispecies

Ballochia Balf.f., segundo o Sistema APG II, é um gênero botânico da família Acanthaceae
São plantas nativas de Socotorá.

## Espécies
- Ballochia amoena
- Ballochia atro-virgata
- Ballochia puberula
- Ballochia rotundifolia
- «Lista das espécies»

## Nome e referências
Ballochia Balf.f., 1884

## Classificação do gênero
| Sistema | Classificação                       | Referência            |
| ------- | ----------------------------------- | --------------------- |
| APG II  | Ordem Lamiales, família Acanthaceae | APweb, versão 9, 2008 |